# Yamamoto Kiyoshi (Agraringenieur)
Yamamoto Kiyoshi (japanisch 山本 喜誉司; geboren 1892 in Tokio; gestorben 1963 in Brasilien) war ein japanischer Agraringenieur, der nach Brasilien auswanderte.

## Leben und Wirken
Yamamoto Kiyoshi schloss 1917 ein Studium an der Fakultät für Landwirtschaft der Kaiserlichen Universität Tokio ab. Anschließend trat er in die Mitsubishi Aktiengesellschaft ein. Präsident Iwasaki Hisaya entsandte ihn ins Ausland, und anderem nach Peking, wo er sich einige Jahre aufhielt und sich mit dem Baumwollgeschäft befasste. 1926 ging Yamamoto nach Brasilien, um sich im Kaffeeanbau zu betätigen. Er gründete die Higashiyama-Farm in den Hügeln von Campinas in den Vororten von São Paulo. Im folgenden Jahr wurde mit Mitsubishi-Kapital eine Aktiengesellschaft „Casa Higashiyama“ gegründet.
Während des Zweiten Weltkriegs wurde die Higashiyama-Farm von der brasilianischen Regierung als Eigentum eines feindlichen Landes beschlagnahmt, aber Yamamoto wurde für seine Leistungen bei der Ausrottung von Kaffeeschädlingen und dem Pflanzen von Eukalyptusbäumen hoch geschätzt und erhielt nach dem Krieg relativ früh sein Eigentum zurück. 1955 gründete Yamamoto die „São Paulo Japanese Cultural Association“ und wurde erster Vorsitzender. Eine weitere Gründung war die „Alliança Cultural Brasil-Japan“.
1958 verlieh die brasilianischen Bundesregierung Yamamoto den Orden vom Kreuz des Südens. 1963 starb Yamamoto im Alter von 71 Jahren an Lungenkrebs. Im folgenden Jahr wurde ihm von der japanischen Regierung posthum der Orden der aufgehenden Sonne 4. Klasse verliehen. Nach seinem Tode wurde der „Yamamoto-Kiyoshi-Preis“ (山本喜誉司賞) eingerichtet.
Yamamoto besuchte als Mittelschüler dieselbe Klasse wie der späteren Schriftsteller Akutagawa Ryūnosuke. Dieser heiratete eine seiner Nichten.